# Fleta belangeri
Fleta belangeri är en fjärilsart som beskrevs av Guérin-meneville 1834. Fleta belangeri ingår i släktet Fleta och familjen nattflyn. Inga underarter finns listade i Catalogue of Life.